# The Little Black Boy

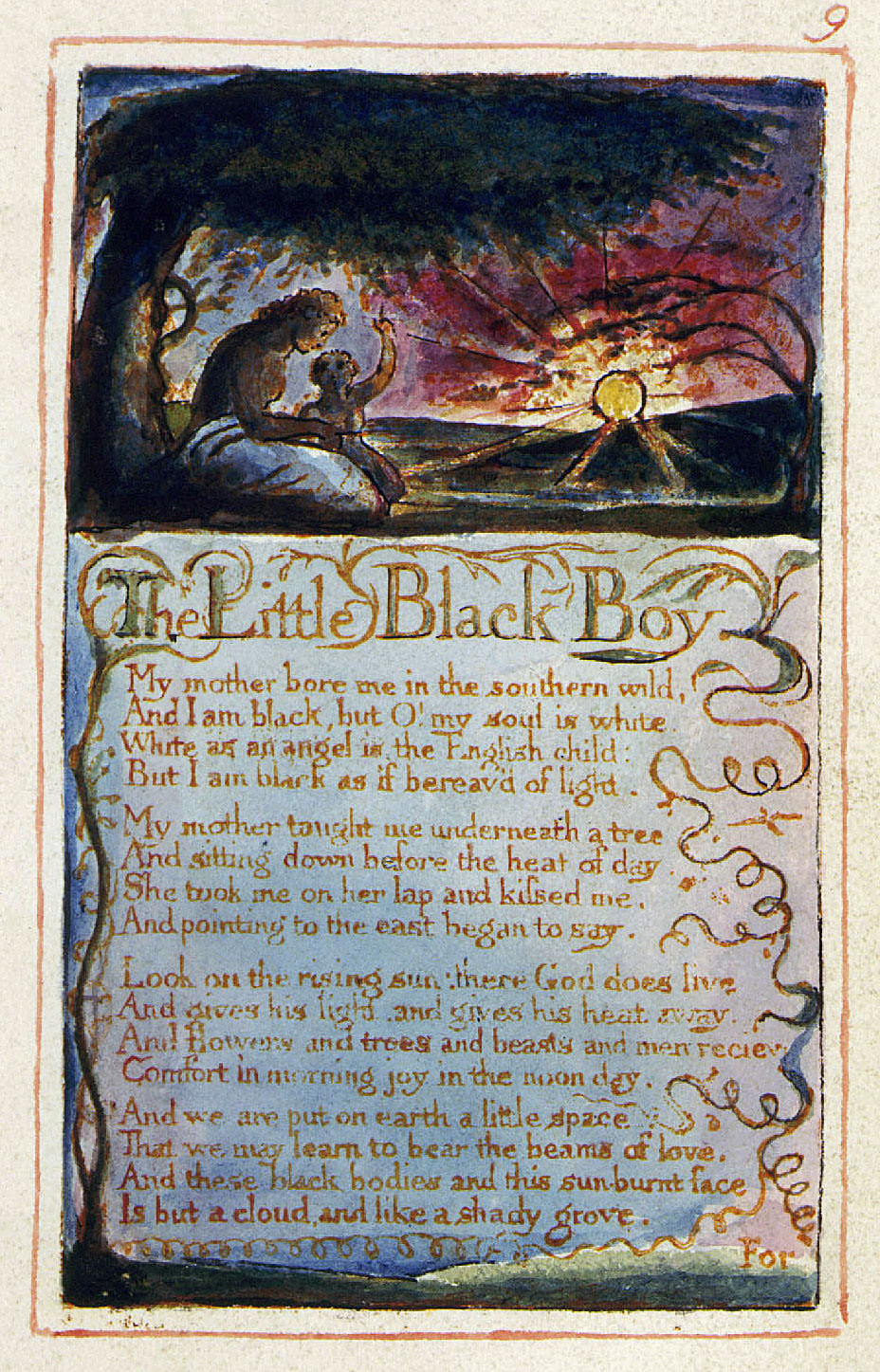

The Little Black Boy is een gedicht van William Blake, gepubliceerd in Songs of Innocence in 1789. Het verscheen in een tijd toen de slavernij nog legaal was en de campagne voor de afschaffing van de slavernij nog jong was.

## Analyse van het gedicht
Blake geloofde in gelijkheid voor alle mensen, en dit wordt weerspiegeld in dit gedicht. Het is misschien niet onmiddellijk duidelijk dat dit het geval is, want in de eerste strofe zinspeelt het verhaal op de traditionele stereotypen van "zwart" als kleur van de zonde en "wit", dat staat voor onschuld en zuiverheid. Het wordt echter duidelijk in de loop van het gedicht dat Blake een diepere boodschap over te brengen had naar zijn lezer. 'The Little Black Boy' werd gepubliceerd in 1789, een tijd waarin de slavernij nog steeds wettelijk toegelaten was en de campagne voor de afschaffing van de slavernij nog maar pas begonnen was. In 'The  Black Boy' stelt Blake conventies van zijn tijd alsook christelijke idealen ter discussie. Dit blijkt uit de derde strofe, waarin Blake de zon gebruikt als een metafoor voor God en Zijn Koninkrijk: (vertaald) "Kijk naar de rijzende zon: het is daar dat God woont". Deze versregel is vooral belangrijk omdat de verwijzing naar de zon niet alleen de  religieuze metafoor voor de daarop volgende stanza's introduceert, maar ook het feit dat het "stijgende" is ('rising') duidt op verandering.
In overeenstemming met de metafoor van de zon lijkt het feit dat Blake spreekt van "zwarte lichamen" en een "gebruind gezicht" in de vierde strofe te impliceren dat zwarte mensen dichter bij God staan als gevolg van hun lijden. Men kan immers alleen maar een donkere huid krijgen als gevolg van blootstelling aan de stralen van de zon. In de laatste strofe ontwikkelt Blake dit idee verder, wanneer de zwarte jongen zegt dat hij hem - de Engelse jongen - zal beschermen tegen de hitte ('shade him from the heat'). Sommige critici beweren dat de bleekheid van de Engelse jongen in dit gedicht  symbolisch is voor het feit dat de Engelsen van God vervreemd waren als gevolg van hun behandeling van de zwarte volkeren. In de 5e strofe zien we de hele mensheid verenigd: (vertaald) 'Want als onze zielen hebben geleerd de hitte te verdragen, zal De wolk verdwijnen...' In de 6e strofe wordt deze metafoor voortgezet: 'When I from black and he from white cloud free': hier maakt Blake  gebruik van de wolken als een metafoor voor het menselijk lichaam. Deze stanza's impliceren dan ook dat na het fysieke leven alles  verenigd zal worden met God.
Ook opmerkelijk in dit gedicht is Blake's gebruik van het 'politiek neutrale kleuren' zoals goud en zilver bij het beschrijven van dingen van morele waarde. De meest waardevolle dingen in het leven, in termen van spiritualiteit en wijsheid, zijn gezegend met kleuren die geen associatie oproepen naar ras of sociale klasse, maar die niettemin zijn gerelateerd zijn aan financiële status, zoals goud en zilver dat doen.